# Castle Tioram
Castle Tioram (skotsk gælisk: Caisteal Tioram, der betyder "tør borg") er ruinen af en borg, der liggerpå tidevandsøen Eilean Tioram i Loch Moidart, Lochaber, Highland, Skotland. Den ligger vest for Acharacle, omkring 80 km fra Fort William. Selvom den er skjult fra havet, så kontrollerer borgen adgangen til Loch Shiel. Af lokale kaldes den også "Dorlin Castle".
Det var en af Somerleds borge i 1100-tallet.
Det har været sæde for Clanranald (Clann Raghnaill), der er en gren af Clan Donald.
Borgen er et scheduled monument.